# Mike S. Miller
Pour les articles homonymes, voir Mike Miller et Miller.
Mike S. Miller, né le 6 août 1971 à Hawaï, est un scénariste et dessinateur américain de bande dessinée.
Il a d'abord travaillé pour Image Comics, puis il a publié dans sa propre maison d'édition Alias Enterprises (en).

## Biographie
Mike S.Miller est un artiste de longue date pour de nombreuses sociétés d'édition comique, dont Marvel , DC et Image. Il est surtout connu pour son travail sur l'adaptation de la bande dessinée de la série The Hedge Knight de George R.R Martin, New Spring de Robert Jordan ainsi que son travail sur DC JLA et Adventures of Superman. 
Il a créé et écrit The Imaginaries , qui a été publié par Image Comics avant de lancer sa propre société d'édition, Alias Enterprises, pour publier la série, entre autres. La série revient à travers les Bluewater Productions de Darren Davis. En 2008, l'option de sa série de bandes dessinées Deal with the Devil a été vendue à Lionsgate Films bien qu'aucun travail sur le projet n'ait été annoncé. 
Dans le passé, Mike S.Miller a dessiné quelques webcomics établis sur son site Comicstripclub : Electronic Tigers, un webcomic de jeu de tranche de vie, et RLC (Right Left Centre), une série de dessins animés politiques avec un point de vue conservateur, sous le nom de « Hapajap ». 

## Œuvres
- 2005 Pact with the devil : l'alliance d'un ancien agent du FBI unijambiste avec un ancien tueur en série en liberté contre un copycat du scecond.